# Akofodjoulè
Akofodjoulè ist eine Stadt und ein Arrondissement im Departement Collines im westafrikanischen Staat Benin. Es ist eine Verwaltungseinheit, die der Gerichtsbarkeit der Kommune Dassa-Zoumè untersteht.

## Demografie und Verwaltung
Gemäß der Volkszählung 2013 des beninischen Statistikamtes INSAE hatte das Arrondissement 7548 Einwohner, davon waren 3674 männlich und 3874 weiblich.
Von den 93 Dörfern und Quartieren der Kommune Dassa-Zoumè entfallen sieben auf Akofodjoulè:
1. Agondokpo
2. Akoffodjoulé
3. Attinkpayé
4. Banigbé
5. Bêtêcoucou
6. Holli-Gamba-Itchèdoun
7. N’gbèga